# Соболева, Валентина Константиновна
Валенти́на Константи́новна Со́болева (1903—1993) — советская театральная актриса. Заслуженная артистка РСФСР (30.11.1942). Характерная актриса Саратовского государственного драматического театра им. К. Маркса.

## Биография
Родилась 7 (20 февраля) 1903 года в Рыбинске (ныне Ярославская область). Валентина Соболева в 1925 году окончила Ленинградский институт сценических искусств.
Начала свою творческую карьеру в молодёжной труппе Ленинградского Красного театра. Работала в 1-й художественной студии (1925—1929), Ленинградском Большом драматическом театре им. Горького (в 1929—1935 и в 1951—1956 годах), ЦТСА (в 1935—1937 годах). В Саратовском государственном драматическом театре имени К. Маркса (1937—1951 и 1956—1961).
Создала ряд сценических образов, отличающихся своей эмоциональностью, душевной теплотой и богатством внутреннего содержания. Соболева играла главным образом драматические роли. Её сценические героини отличаются благородством чувств, изяществом, эмоциональной силой. С началом 1950-х годов перешла на характерные роли, в которых проявилась склонность актрисы к острой сценической форме.

## Театральные работы
- 1944 — «Бесприданница» А. Н. Островского — Лариса Дмитриевна Огудалова
- «Дон Карлос» Ф. Шиллера — Елизавета
- «Маскарад» М. Ю. Лермонтова — Нина
- «Три сестры» А. П. Чехова — Маша
- 1957 — «Ученик дьявола» Дж. Б. Шоу — миссис Даджен
- «Проводы белых ночей» В. Ф. Пановой — мать Валерика
- «Беспокойное сердце» Е. М. Бондаревой — Анна Меньшова